# Kontrollgang (Stauanlage)

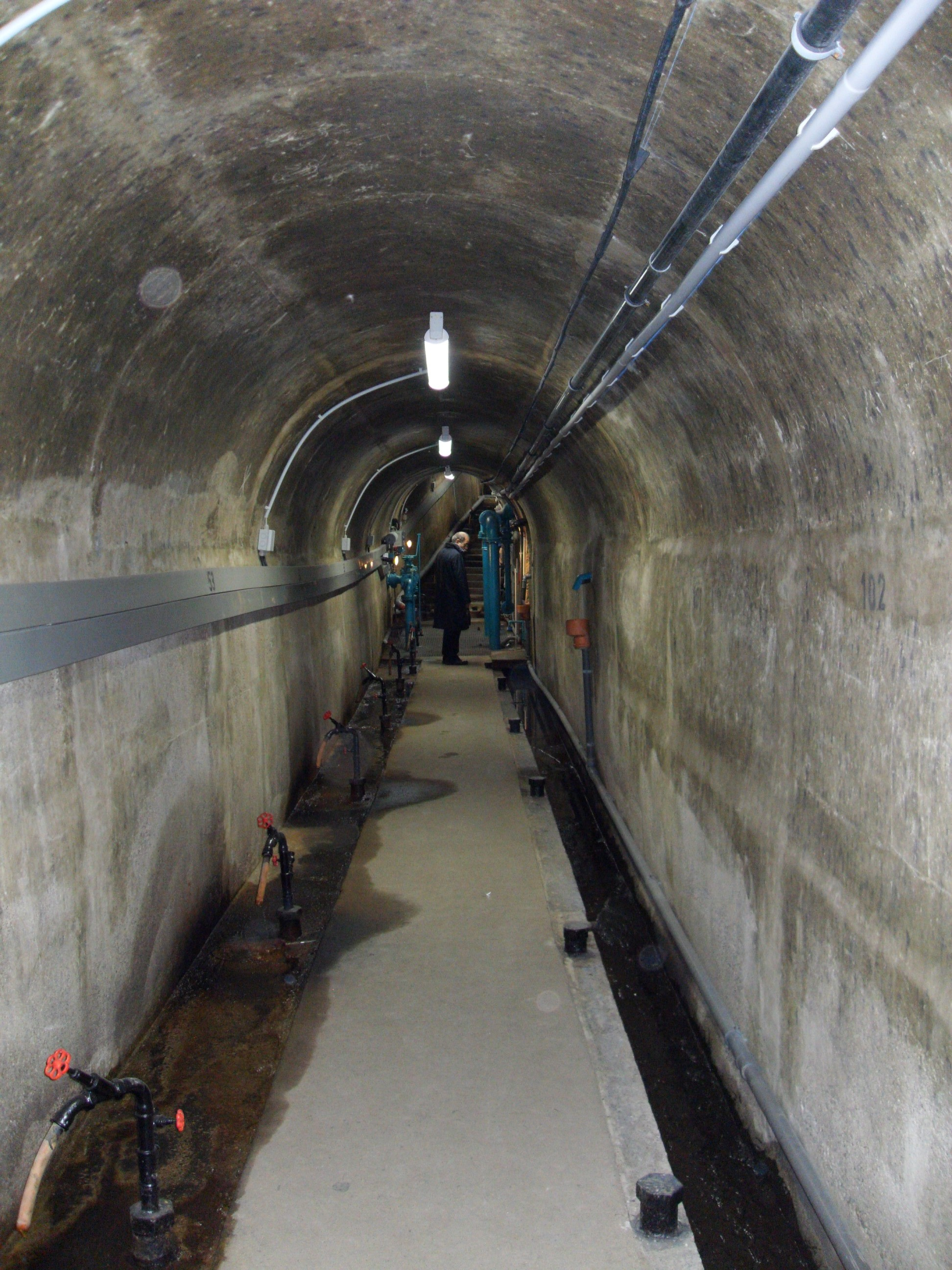
Kontrollgang der Oleftalsperre im Bereich der Talsohle

Ein Kontrollgang ist ein Tunnelgang innerhalb einer Stauanlage (Talsperre, Staumauer, Staudamm). Der Gang befindet sich im Innern des Bauwerks, oft in der Gründungssohle. Er wird benutzt, um darin Kontrollen und Messungen auszuführen, zum Beispiel des Sickerwassers, des Sohlenwasserdrucks oder von Verformungen. Sickerwasser kann gut im Kontrollgang gesammelt und abgeleitet werden.
Man kann außerdem die Staumauer oder den Untergrund vom Kontrollgang aus verpressen, um die Mauer gegen durchsickerndes Wasser abzudichten oder einen Dichtungsschleier herzustellen. Staumauern, die nach dem Intze-Prinzip gebaut wurden, hatten im Originalzustand meistens keinen Kontrollgang.
Heute wird gelegentlich, wenn diese Talsperren saniert werden, ein Kontrollgang nachträglich eingebaut. Dies geschieht häufig bei entleerter Talsperre durch Betonieren eines neuen Kontrollgangs vor der Staumauer. Nachträgliche Einbauten von Kontrollgängen können aber auch bei angestauter Talsperre bergmännisch mittels einer Tunnelbohrmaschine oder durch konventionellen Vortrieb (Sprengen) aufgefahren werden. Üblicherweise haben Kontrollgänge eine ausreichende Stehhöhe.
Über die Notwendigkeit eines Kontrollganges in Talsperrenbauwerken bestehen unter Talsperrenbauern unterschiedliche Meinungen. Sinnvoll ist ein Kontrollgang nur dort, wo der Damm oder die Staumauer auf festem Felsen gegründet werden können.

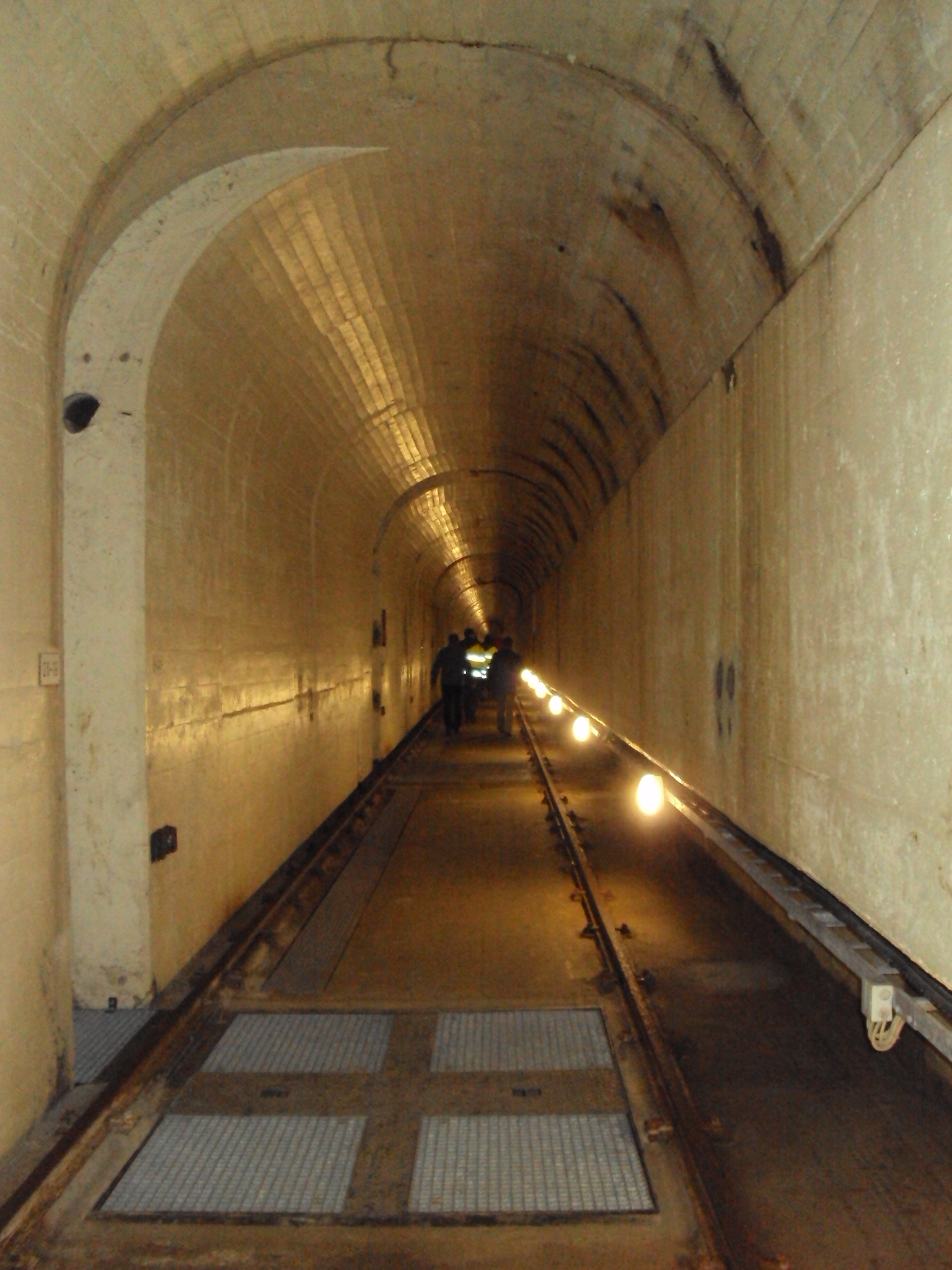
Kontrollgang der Rappbodetalsperre
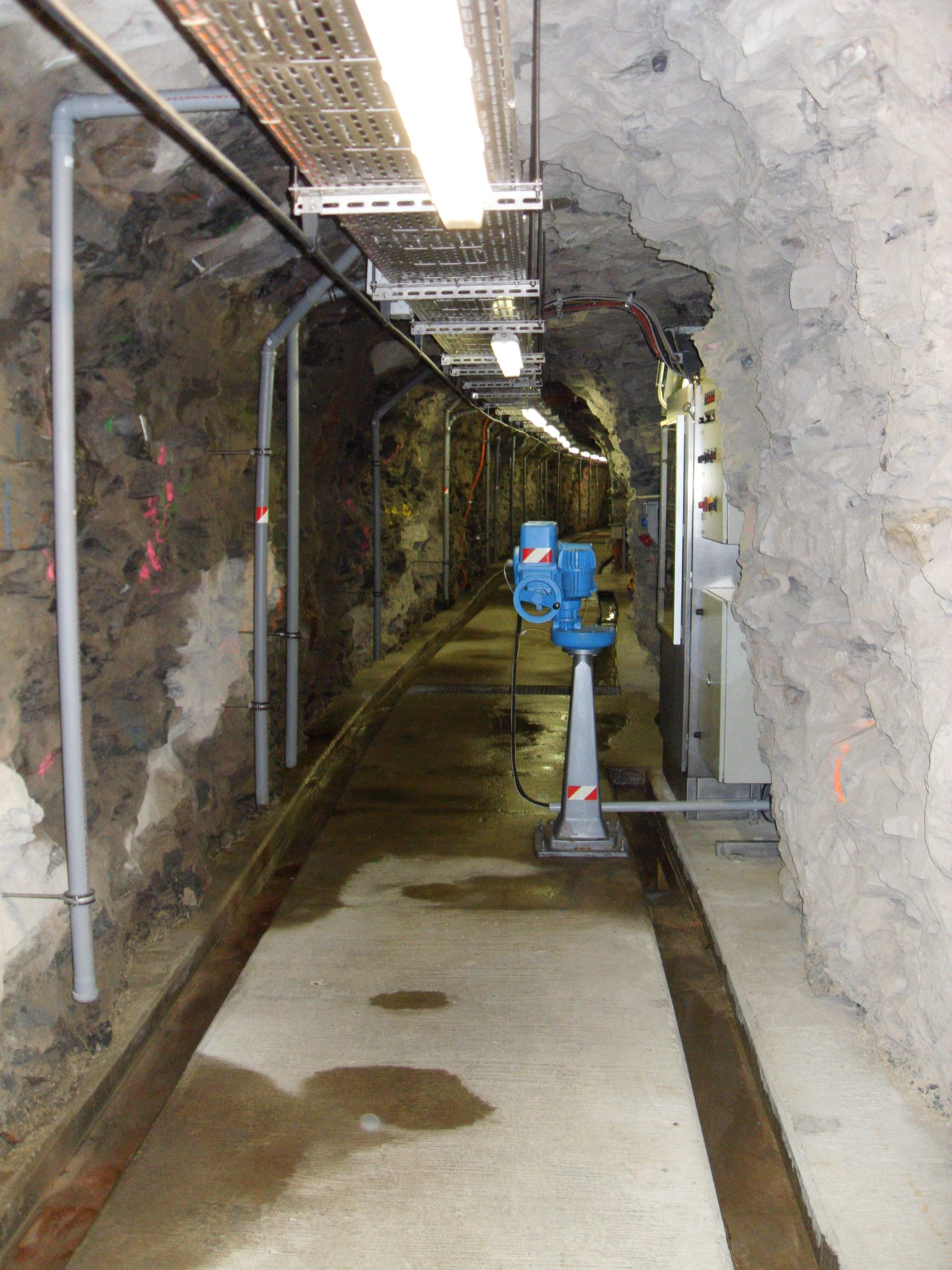
Nachträglich angelegter Kontrollgang der Urfttalsperre
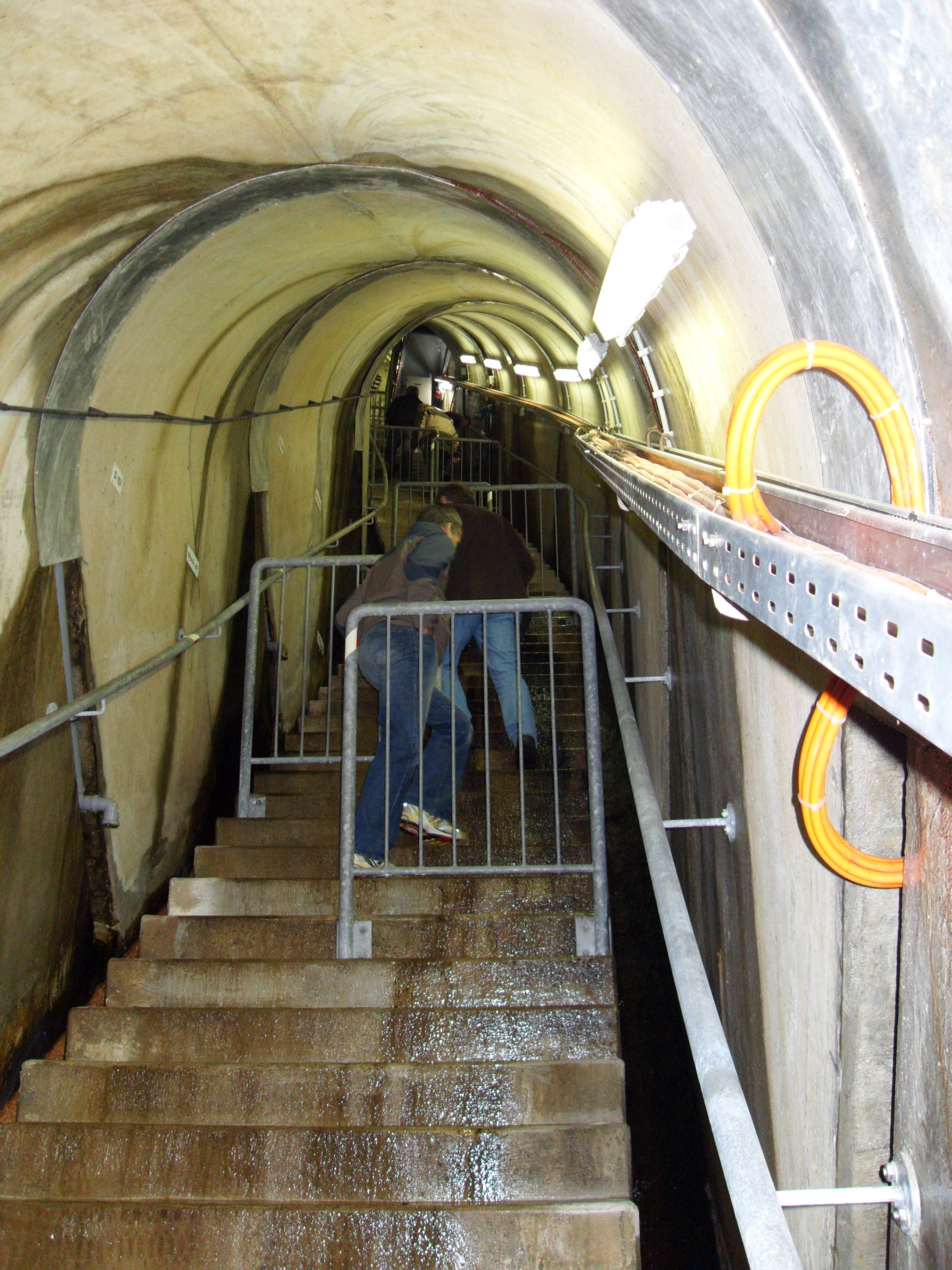
Kontrollgang der Urfttalsperre im Bereich des Hanges